# Baroniet Lindenborg
Baroniet Lindenborg med Lindenborg Gods som centrum var et dansk baroni, oprettet 1681. Ofte blev det givet til danske kongers uægte børn. 1781 blev det ophøjet til Grevskabet Lindenborg.

## Besiddere af lenet
- (1688-1703) Christian Gyldenløve
- (1703-1728) Christian lensgreve Danneskiold-Samsøe
- (1728-1753) Frederik Christian lensgreve Danneskiold-Samsøe
- (1753-1762) Adam Gottlob lensgreve von Moltke
- (1762-1781) Heinrich Carl lensgreve von Schimmelmann (videreført som Grevskabet Lindenborg)